# 张涌 (动物胚胎工程专家)
张涌（1956年3月—），男，内蒙古和林格尔人，中国动物胚胎工程专家，西北农林科技大学二级教授，中国工程院院士。

## 生平
1977年考入原内蒙古农牧学院兽医专业就读，1982年留校任教。1984年考入原西北农业大学攻读硕士和博士学位。